# Prodloužený orgasmus
Prodloužený (rozšířený) orgasmus je sexuální zkušenost považovaná za intenzivnější a extenzivnější než jakou popisuje definice běžného orgasmu. Zahrnuje řadu pocitů, spojených s bohatým a intenzivním orgasmem, může trvat od několika minut do několika hodin. Termín zavedla v roce 1995 Patricia Taylorová. Byl užit v její dizertační práci k výzkumu intenzivní sexuální zkušenosti 44 párů z různých sociálních zázemí.

## Definice
Charakteristickými rysy prodlouženého orgasmu jsou aktivní pocity a kontrakce po celém těle, zejména v oblasti břicha, vnitřních stehen, rukou, nohou a genitálií. Dr. Taylorová popisuje vnímání energie rozšiřující se za hranice těla. Podobné zkušenosti byly zaznamenány ve studiích Dr. Jenny Wadeové  a David Deida 

## Výzkumy a teorie
Patricia Taylorová je americká autorka a lektorka, o sexualitě napsala několik knih. Získala bakalářský titul na Barnard College (Kolumbijská univerzita), MBA titul na Wharton School na Pensylvánské univerzitě a stala se obchodnicí na Wall Street. Její život se změnil poté, co se setkala s Kundaliní a Kashmir Šivaismem v roce 1985. Když prožila svůj první prodloužený orgasmus, začala se zabývat myšlenkou, jak tuto zkušenost předat dále. V roce 2000 získala titul PhD v transpersonální psychologii na International University of Professional Studies, což je neakreditovaná škola distančního vzdělávání . Veřejně vystupuje v různých výukových programech , má soukromou klientelu, bydlí v Marin County, Kalifornie.
Účastníci disertační studie Dr. Taylorové se dostali do stavu prodlouženého orgasmu užitím různých sexuálních praktik a metod. Nejvýznamnější čtyři metody byly: manuální autostimulace (60%), manuální stimulace partnerem (35%), soulož (30%) a orální stimulace (15%) . Dr. Taylorová shrnuje techniky sloužící k uvedení do takového stavu ve své knize "Expanded Orgasm" , na DVD  a ve svém výukovém programu "21 Day Program for Partners" 
Odkazy na prodloužený orgasmus lze najít u dalších autorů: Osho, Margot Anand , Steve and Vera Bodansky , Alan a Donna Brauerovi , Bob a Leah Schwartzovi.
Dr. Taylorová uvádí, že muži stejně pravděpodobně jako ženy mohou přejít do těchto stavů a mít všechny zkušenosti vyjmenované výše.. Také Brauer  i Bodansky diskutují mužský prodloužený orgasmus.
Teorie biologických procesů nezbytných pro dosažení těchto stavů zahrnují postupnou a vyváženou stimulaci a zvýšenou činnost sympatického a parasympatického nervového systému, využívá se i tantrická praxe zapojení dýchací techniky do parasympatického nervového systému během sexuálních aktivit. Toto uvádí ve své knize Nik Douglas a Penny Slinger 